# Anthaxia carya
Anthaxia carya es una especie de escarabajo del género Anthaxia, familia Buprestidae. Fue descrita científicamente por Wellso & Jackman en 2006.
Mide 3.3-5.6 mm. Se alimenta de Carya illinoinensis (Juglandaceae). Se encuentra en el sudeste de Estados Unidos.